# Emmanuel Adebayor
Sheyi Emmanuel Adebayor (Lomé, 26 februari 1984) is een voormalig profvoetballer uit Togo die doorgaans centraal in de aanval speelde. Adebayor speelde tussen 2000 en 2019 in het Togolees voetbalelftal.

## Carrière
Adebayor kwam in 1999 naar Frankrijk om voor FC Metz te gaan spelen. Na twee seizoenen kwam hij in het eerste elftal van de club. In 2003 maakte de Togolees de overstap naar AS Monaco. Bij deze club wist Adebayor nooit echt een vaste waarde te worden door concurrentie van topspitsen als Fernando Morientes, Dado Pršo en Javier Saviola. Desondanks kwam Adebayor tot een flink aantal competitieduels en doelpunten voor AS Monaco. Na een ruzie met coach Francesco Guidolin en de komst van de Italiaanse spitsen Christian Vieri en Marco di Vaio in januari 2006, besloot Adebayor AS Monaco te verlaten.
Arsenal nam de spits voor 10 miljoen euro over. Bij Arsenal scoorde hij in zijn eerste jaar vier keer in dertien duels. In zijn tweede jaar bij Arsenal vond hij in negenentwintig duels acht keer het net. Zijn derde jaar werd zijn definitieve doorbraak. Hij scoorde 24 goals in de Premier League en speelde vierendertig wedstrijden. Na het seizoen 2007/2008 was er volop belangstelling voor Adebayor. Onder anderen AC Milan en FC Barcelona waren nadrukkelijk in beeld om Adebayor over te nemen. Maar Arsenal was niet van plan mee te werken aan een transfer en hing een erg hoog prijskaartje aan de nek van de Afrikaan. Hierdoor bleef Adebayor in het seizoen 2008/2009 bij Arsenal. Maar dit werd niet Adebayors beste seizoen. Hij was vaak geblesseerd en verkeerde in een vormcrisis. Hierdoor scoorde hij maar tien goals. In juli 2009 werd hij in verband gebracht met Manchester City FC. De Citizens versterkten zich eerder met Carlos Tévez, Gareth Barry en Roque Santa Cruz. Op 18 juli kwam ook de overgang van Adebayor rond.
Adebayor speelde met elf doelpunten in de kwalificatiereeks een zeer belangrijke rol bij de plaatsing van Togo voor het Wereldkampioenschap voetbal 2006. In januari 2006 nam hij met zijn land deel aan de Africa Cup. Voorafgaand aan het eerste duel van Togo tegen DR Congo kwam Adebayor in conflict met zijn trainer. Hij werd buiten het elftal gelaten voor die wedstrijd, maar de ruzie weer kort daarna weer bijgelegd en Adebayor startte tegen Kameroen gewoon in de basis.
De carrière van Adebayor kreeg in het begin van het seizoen 2009/2010 een knauw. De Engelse voetbalbond FA klaagde hem aan voor gewelddadig en onfatsoenlijk gedrag. Tijdens de wedstrijd van Manchester City FC tegen Arsenal raakte de aanvaller Robin van Persie op zijn hoofd terwijl de Nederlander al op de grond lag. Adebayor provoceerde ook het publiek van zijn ex-club Arsenal door uitbundig zijn doelpunt te vieren voor het vak van de Gunners. De agenten en stewards hadden daardoor de grootste moeite om de supporters van Arsenal in bedwang te houden. Voorafgaand aan de wedstrijd wilden zijn oud-teamgenoten hem ook al de hand niet schudden omdat hij op zijn laatste dag de schoenen van al zijn toenmalige medespelers gestolen had.
Op 12 april 2010 maakte Adebayor bekend niet meer voor Togo te willen uitkomen. Hij had dit besloten na de aanslag op het Togolees voetbalelftal tijdens de African Cup of Nations. Hij maakte in totaal 23 doelpunten voor de nationale ploeg. In maart 2011 heeft hij besloten weer interlands te spelen. Op 21 augustus 2012 maakte Tottenham Hotspur bekend dat ze Adebayor definitief overnamen van Manchester City FC, nadat hij er in het seizoen 2011/12 op huurbasis speelde. Op 13 september 2015 werd zijn contract, na wederzijds goedvinden, beëindigd.
Hij tekende in augustus 2019 bij Kayserispor, dat hem transfervrij inlijfde na zijn vertrek bij Istanbul Başakşehir. In december 2019 werd zijn contract ontbonden. In februari 2020 tekende Adebayor een contract bij het Paraguayaanse Olimpia.

## Clubstatistieken
| Seizoen | Club                | Competitie       | Competitie | Competitie | Beker | Beker | Internationaal | Internationaal | Totaal | Totaal |
| Seizoen | Club                | Competitie       | Wed.       | Dlp.       | Wed.  | Dlp.  | Wed.           | Dlp.           | Wed.   | Dlp.   |
| ------- | ------------------- | ---------------- | ---------- | ---------- | ----- | ----- | -------------- | -------------- | ------ | ------ |
| 2001/02 | FC Metz             | Ligue 1          | 10         | 2          | 1     | 0     | —              | —              | 11     | 2      |
| 2002/03 | FC Metz             | Ligue 2          | 34         | 13         | 6     | 2     | —              | —              | 40     | 15     |
| 2003/04 | AS Monaco           | Ligue 1          | 31         | 8          | 4     | 0     | 9              | 0              | 44     | 8      |
| 2004/05 | AS Monaco           | Ligue 1          | 34         | 9          | 6     | 3     | 10             | 2              | 50     | 14     |
| 2005/06 | AS Monaco           | Ligue 1          | 13         | 1          | 1     | 0     | 7              | 3              | 21     | 4      |
| 2005/06 | Arsenal FC          | Premier League   | 13         | 4          | 0     | 0     | 0              | 0              | 13     | 4      |
| 2006/07 | Arsenal FC          | Premier League   | 29         | 8          | 7     | 4     | 8              | 0              | 44     | 12     |
| 2007/08 | Arsenal FC          | Premier League   | 36         | 24         | 3     | 3     | 9              | 3              | 48     | 30     |
| 2008/09 | Arsenal FC          | Premier League   | 26         | 10         | 2     | 0     | 9              | 6              | 37     | 16     |
| 2009/10 | Manchester City     | Premier League   | 26         | 14         | 5     | 0     | —              | —              | 11     | 2      |
| 2010/11 | Manchester City     | Premier League   | 8          | 1          | 0     | 0     | 6              | 4              | 11     | 2      |
| 2010/11 | → Real Madrid       | Primera División | 14         | 5          | 2     | 1     | 6              | 0              | 22     | 6      |
| 2011/12 | → Tottenham Hotspur | Premier League   | 33         | 17         | 4     | 1     | 0              | 0              | 37     | 18     |
| 2012/13 | Tottenham Hotspur   | Premier League   | 25         | 5          | 1     | 0     | 8              | 3              | 34     | 8      |
| 2013/14 | Tottenham Hotspur   | Premier League   | 21         | 11         | 2     | 1     | 2              | 2              | 25     | 14     |
| 2014/15 | Tottenham Hotspur   | Premier League   | 13         | 2          | 2     | 0     | 2              | 0              | 17     | 2      |
| 2015/16 | Crystal Palace      | Premier League   | 12         | 1          | 3     | 0     | —              | —              | 15     | 1      |
| 2016/17 | Istanbul Başakşehir | Süper Lig        | 11         | 6          | 5     | 1     | —              | —              | 16     | 7      |
| 2017/18 | Istanbul Başakşehir | Süper Lig        | 30         | 15         | 1     | 1     | 5              | 1              | 36     | 17     |
| 2018/19 | Istanbul Başakşehir | Süper Lig        | 19         | 3          | 4     | 1     | 1              | 0              | 24     | 4      |
| 2019/20 | Kayserispor         | Süper Lig        | 8          | 2          | 0     | 0     | —              | —              | 8      | 2      |
| Totaal  | Totaal              | Totaal           | 446        | 161        | 59    | 18    | 82             | 24             | 587    | 203    |

## Interlandcarrière
Adebayor debuteerde in 2000 in het Togolees voetbalelftal. Hiermee nam hij deel aan het Afrikaans kampioenschap 2002, Afrikaans kampioenschap 2006, Afrikaans kampioenschap 2013 en Afrikaans kampioenschap 2017. Hij maakte ook deel uit van de Togolese ploeg op het WK 2006, het eerste wereldkampioenschap waarvoor zijn land zich ooit plaatste.

## Erelijst
Real Madrid
- Copa del Rey

2010/11